# Józef Dworzaczek
Józef Dworzaczek (ros. Юзеф Двожачек, ur. 1830, zm. 1868 w Wilujsku lub 30 maja 1870 w Pawłowsku, Jakucja) – lekarz, powstaniec wielkopolski, styczniowy i zabajkalski.

## Życiorys
Józef Dworzaczek był lekarzem i ordynatorem szpitala św. Mikołaja w Łęczycy oraz społecznikiem. W 1848 jako medyk uczestniczył w powstaniu wielkopolskim. Od 1863 pełnił funkcję cywilnego naczelnika powiatu łęczyckiego. W wyniku rozkazu Ludwika Mierosławskiego, 22 lutego 1863 został naczelnikiem 300 osobowej partii powstańczej powstałej w Lesie Łagiewnickim, zastępując na tym stanowisku zdymisjonowanego Józefa Sawickiego. Oddział powstańców złożony z robotników, rolników, rzemieślników i studentów zaopatrzył się 22 lutego w Zgierzu w żywność, po czym ruszył w lasy pod Dobrą, gdzie założył obóz. W ślad za polskim oddziałem ruszyły rosyjskie oddziały (dwie roty piechoty i sotnia kozaków) sztabskapitana Opoczinskiego. Gdy 24 lutego Rosjanie zbliżyli się do polskiego obozu ruszyli do natarcia, rozpoczynając bitwę pod Dobrą. W wyniku przeważających sił przeciwnika Dworzaczek zarządził odwrót. Polacy stracili w bitwie połowę swego stanu (jeńcy oraz 63 zabitych).
Dworzaczek po bitwie został pojmany w okolicy Nowosolnej przez niemieckich kolonistów i przekazany rosyjskiemu dowództwu i więziony przez 8 miesięcy w Łęczycy, a następnie skazany na karę śmierci, którą złagodzono za pomoc rannym rosyjskim żołnierzom, zamieniając wyrok na 12 lat ciężkich robót w kopalniach na Syberii. W latach 1864–1866 przebywał w Zierentuju, gdzie pełnił funkcję starosty partii więźniów. Był także ordynatorem więziennego szpitala oraz działał społecznie. Założył m.in. kasę pomocy koleżeńskiej, dla potrzeb której zbierał pieniądze. W wyniku podejrzeń władz carskich o zbieranie funduszy na organizację powstania polskich więźniów oraz zaangażowanie w powstanie zabajkalskie został przeniesiony do Wilujska, gdzie zmarł na gruźlicę w 1868 lub 30 maja 1870 w Pawłowsku w Jakucji.

## Upamiętnienie
W Łodzi w 1992 na osiedlu Powstania 1863 r. nadano jednej z ulic imię Józefa Dworzaczka. Ponadto ul. J. Dworzaczka znajduje się w Łęczycy, natomiast w Dobrej istnieje ul. doktora Dworzaczka.